# 영빈관 로켓탄 사건
영빈관 로켓탄 사건(일본어: 迎賓館ロケット弾事件 케이힌칸로켇토단지켄[*])은 1986년(쇼와 61년) 5월 4일 도쿄도에서 발생한 테러사건이다. 중핵파가 일으킨 사건이다.
1986년 골든위크는 대규모 행사가 많이 이뤄지고 있었는데, 4월 29일에는 천황탄생일로서 쇼와 천황 재위 60년 기념식이 거행되었고, 5월 5일부터 6일까지는 제12차 선진국정상회담이 개최되었다. 중핵파는 이런 식전들을 반동 나카소네 내각의 반혁명 책동이라며 다양한 테러 사건을 계획했다.
1986년 5월 4일 오후 4이 20분, 도쿄도 신주쿠구 야라이정의 맨션아파트 4층에서 로켓박격탄이 발사되었다. 표적은 발사지점에서 2.5 킬로미터 떨어진, 당시 선진국정상 환영식이 거행되고 있던 영빈관이었다. 그러나 탄이 영빈관 너머 1 킬로미터 떨어진 도로상에 떨어지면서, 영빈관에 피해는 없었다. 산케이 신문 보도에 따르면 탄이 떨어진 도로 지점에는 지름 20 센티미터, 깊이 5 센티미터의 구멍이 났다.
곧 발사장소가 특정되어 경찰이 수색했는데, 문제의 맨션아파트 방에서 5개의 발사통으로 구성된 발사장치가 발견되었다. 창문도 발사시각에 자동으로 열리도록 개조되어 있었다. 해당 방은 같은 해 4월부터 “마츠모토”라는 가명으로 임대되어 있었다.
중핵파가 자신들의 범행을 인정하는 아지삐라를 배포했기 때문에, 이 사건이 중핵파의 범행임은 확실하다. 경찰은 폭발물취체벌칙 위반 혐의로 1987년 중핵파 활동가 3명(스가 타케토시, 소가메 히로시, 이타가키 히로시)을, 1993년 중핵파 활동가 1명(후쿠시마 마사오)을 각각 구속했다. 구속된 4명은 범행을 부인했지만, 경찰은 아지트에서 압수된 메모류 등을 근거로 이 4명이 사건에 관여했다고 하여 기소했다. 또한 1986년 4월 중핵파가 관여했던 요코타기지 로켓탄 발사사건에 대해서도 기소했다. 그러나 그 외에는 증거가 부족하여 재판이 늘어졌고, 먼저 구속된 3명은 2002년 12월에, 나중에 구속된 후쿠시마는 2004년 11월에 보석이 허가되었다.
2004년 도쿄 지방재판소(재판장 키구치 노부유키)는 증거불충분을 이유로 먼저 구속된 3명에게 무죄를 선고했다. 이에 검찰이 항소하여 도쿄 고등재판소는 2006년 5월 19일 원심을 파기환송했다. 피고인측의 상고는 2007년 10월 16일 최고재판소에서 기각되어 1심부터 다시 하게 되었다. 2010년 도쿄 지방재판소(재판장 모리 마사히코)는 “적절한 방어권 행사의 범위를 분명히 초월한 피고측의 부당한 소송활동이 심리를 장기화시켰다”며 스가에게 징역 11년, 다른 둘에게 징역 8년을 선고했다. 피고인들이 몸두 항소했지만, 2013년 6월 27일 고등재판소가 항소를 기각했고, 2016년 3월 14일 최고재판소에서 상고를 기각해 유죄가 확정되었다.
1993년 구속된 후쿠시마는 2006년 3월 1심에서 징역 12년을 판결받았고 2012년 3월 유죄판결이 확정되었다.